# 横浜市立牛久保小学校
横浜市立牛久保小学校（よこはましりつ うしくぼしょうがっこう）は、神奈川県横浜市都筑区の公立小学校。

## 概要
横浜市立北山田小学校の児童数増加を受け、2003年（平成15年）に開校した小学校である。都筑区の中では最も新しい小学校である。
2014年（平成26年）頃まで児童数は増加し続け、一時期約160名・5学級となった学年も存在したが、それ以降減少し、現在は全学年3学級相当の児童数となっている。

## 学校教育目標
共に生きる たくましく生きる かがやいて生きる 牛久保の子
【知】自ら考え学ぶことの意義や楽しさを感じて主体的に学び続ける子
【徳】自分や人を大切にし思いやりの気持ちをつなげる子
【体】粘り強く最後までやりぬく 心身ともにたくましい子
【公】夢や目標をもち地域や社会を考えて行動する子
【開】自分を見つめ広い視野をもち多様性を尊重して共に生きる子

## 沿革
- 2001年(平成13年)
  - 2月 - 児童数増加により横浜市立北山田小学校第二方面校建設を発表する。[1]
  - 11月14日 - 校名を「牛久保小学校」に決定する。この日が開校記念日となる。
- 2003年(平成15年)
  - 3月18日 - 北山田小学校にて、牛久保小学校児童とのお別れ集会が開催される。
  - 4月1日 - 開校。同時に「はまっ子ふれあいスクール」が設立。
- 2007年(平成19年)
  - 10月 - 第1回牛久保まつり開催。のちに牛久保フェスタとなる。
- 2012年(平成24年)
  - 11月17日- 創立10周年記念式典挙行
- 2013年(平成25年)
  - 10月 - 普通教室に空調が整備される。
- 2018年(平成30年)
  - 3月1日 - 「はまっ子ふれあいスクール」を改組し、放課後キッズクラブが設置される。このころ、視聴覚室の改造が行われた。（後にキッズクラブ用の教室として転用）

## 学区
横浜市都筑区のうち、以下の地区が学区となっている。
- 牛久保
  - 一丁目
  - 二丁目
- 牛久保西
  - 一丁目
  - 二丁目26番15号から26番32号まで、28番1号から28番7号まで、28番22号から28番の終りまで
  - 三丁目9番から13番まで

- 北山田
  - 三丁目
  - 四丁目

- 中川
  - 六丁目1番